# Byxroll

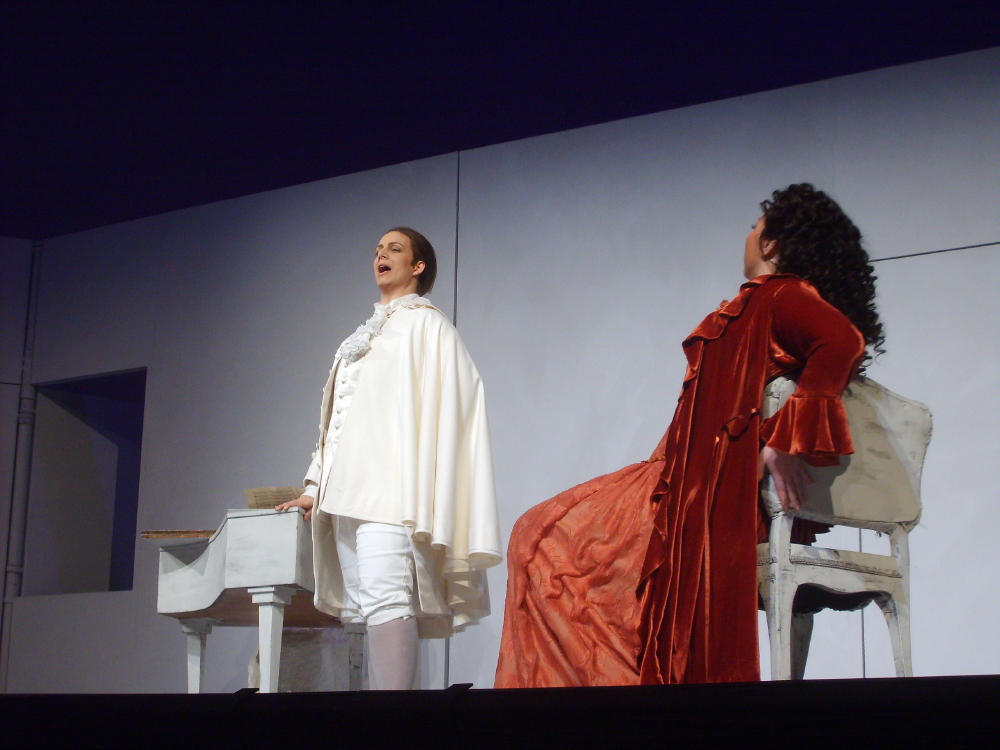
Joslyn Rechter som Cherubino i Le nozze di Figaro

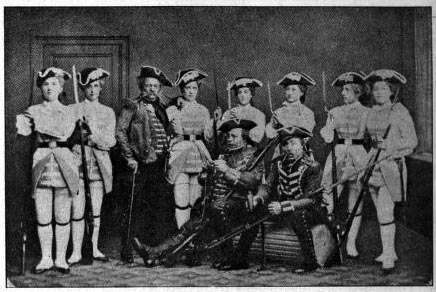
Nya garnison på Dramaten 1867.

Mary Hammarfeldt, rollporträtt - SMV - H3 160

En byxroll är inom opera och annan teater en manlig roll som spelas av en kvinna. Byxrollen utgör en viktig roll inom teaterns historia och representerar även en historisk könsproblematik. 

## Historia
Då skådespelaryrket öppnades för kvinnor i Europas länder, där det, utom i Italien och Frankrike, varit förbjudet för kvinnor att stå på scen före 1660-talet, upptäckte man att de flesta pjäser hade mycket få kvinnoroller. Det blev därför vanligt för kvinnliga skådespelare att spela även mansroller. Detta visade sig vara mycket populärt bland publiken och skapade en ny populär genre. En del pjäser skrevs uttryckligen för att kvinnor skulle spela de manliga rollerna. 
Den dåtida fascinationen för kvinnor i manskläder är svår att föreställa sig för en modern person; 1700-talet var fullt av historier om kvinnor som klädde ut sig till män och tog värvning i armén och liknande; en del var rentav sanna. Bland dessa fanns historien om Margareta Elisabeth Roos och Carin du Rietz. Detta var också en tid då det faktiskt var olagligt för en kvinna att bära byxor. Byxrollerna ogillades av kyrkan, och många dåtida kritiker menade att mycket av byxrollernas popularitet berodde på att männen i publiken på detta sätt fick tillfälle att se den kvinnliga skådespelarens ben och konturerna av hennes stjärt, något som annars var omöjligt i de långa vida kjolar som kvinnorna vanligen bar. Till skillnad från den manliga motsvarigheten, de så kallade kjolrollerna, behöll byxrollerna sin popularitet under hela 1800-talet och förekommer fortfarande.

## I Sverige
I Sverige utfördes byxroller troligen för första gången av de kvinnliga medlemmar som ingick i de utländska teatertrupper, som spelade i Sverige under 1600-talet. Den första truppen, som innehade kvinnliga medlemmar, uppträdde i Stora Bollhuset i Stockholm år 1667; dessa föreställningar var öppna också för allmänheten från 1680-talet. År 1684 uppförde hovets amtörteater Iphigenie av Racine med enbart hovdamer i rollerna, där Aurora Königsmarck spelade mansrollen Agamemnon. Den första gången en byxroll utfördes av en svensk skådespelerska på en offentlig scen var sannolikt på 1740-talet, men man känner inte till hennes namn. Tisdagen 27 november 1770 uppfördes Husspöket eller abrakadabra och Den förvandlade brudgummen av Holberg av Stenborgs Sällskap i Stockholm, som väckte uppmärksamhet, där den första pjäsen spelades endast av män, den andra enbart av kvinnor.
De första svenska skådespelerskorna, vars namn man känner till, som spelade en mansroll var möjligen troligen Margareta Sofia Lagerqvist och Gertrud Elisabeth Forsselius som spelade Colas och Fanfan i Fanfan och Colas eller fosterbröderna (1786). Under 1800-talet utförde även de kändaste kvinnliga stjärnorna som Sara Torsslow, Emilie Högquist och Elise Hwasser ofta byxroller. Manliga kritiker tyckte ofta illa om det, klagade på de ljusa rösterna, på att två flickor agerade kärlekspar och på att kvinnor utförde handlingar som gick "mot deras natur", som att spela krigshjältar.